# Шейн, Али Мохамед
Али Мохамед Шейн (суахили Ali Mohamed Shein; род. 13 марта 1948) — вице-президент Танзании и 7-й президент Занзибара, входящего на правах расширенной автономии в состав Танзании.

## Биография
Начальное образование получил в Занзибаре. В 1969—1970 годах в СССР учился на подготовительном факультете Воронежского государственного университета. Далее с 1970 по 1975 год был студентом Химического факультета Одесского государственного университета. Далее продолжал учебу в Англии, где получил степень доктора философии по клинической биохимии и метаболической медицине.
В Танзании работал на разных должностях в сфере здравоохранения.
В дальнейшем назначался на различные должности в правительстве, а 3 ноября 2010 года, победив на выборах 31 октября 2010 года и набрав 50,1 % голосов, был избран президентом Занзибара.
Ныне является канцлером Университета Мзумбе.